# Achmied Magomiedow
Achmied Musabiekowicz Magomiedow (ros. Ахмед Мусабекович Магомедов; ur. 1 stycznia 1987) – rosyjski zapaśnik walczący w stylu wolnym. Brązowy medalista uniwersyteckich mistrzostw świata z 2012. Trzeci na mistrzostwach Rosji w 2012 i 2013. Wicemistrz Europy w No-Gi grapplingu w 2015 roku.